# 川辺泰三
川辺 泰三（かわべ たいぞう、1982年〈昭和57年〉5月13日 - ）は、日本の元プロバスケットボール選手、指導者。大阪府大阪市東区 (現在の中央区) 出身。B.LEAGUEの神戸ストークス第10代監督。現役時代のポジションはシューティングガード。
三菱電機ダイヤモンドドルフィンズや京都ハンナリーズでプレーした後、2013〜2014年シーズン限りで引退。家業の結婚式場を継いで経営者となっていたが、2017〜18年シーズンより豊通ファイティングイーグルス名古屋のアシスタントコーチに就任し、2019〜20年シーズンからヘッドコーチに昇格。同チームをB1昇格に導くなどした。

## 来歴
中大江小学校を卒業後、大阪市立東中学校から甲南高校を経て甲南大学に進学。大学では関西リーグの得点王になるなどエースとして活躍し、甲南大学をインターカレッジにも導く。
大学卒業後の2005年、三菱電機メルコドルフィンズ（のちダイヤモンドドルフィンズ）に加入。
2009年にbjリーグドラフト会議にてbjリーグの新規参入チーム、京都ハンナリーズより指名を受けて入団。2009-10シーズンは40試合に出場して1試合平均10得点。2010-11シーズンは37試合出場で7.9得点。2011-12シーズンは52試合出場で7.9得点。
2012-13シーズン、大阪エヴェッサに移籍。49試合に出場。
2013-14シーズンは島根スサノオマジックに移籍した。同シーズン終了をもって現役を引退。
2014年に、結婚式場を運営するRIVERSIDE ELEPHANTS株式会社代表取締役社長に就任（2018年株式会社BUAホールディングスに吸収合併）
2015年2月に、イタリアンレストランELEVENを開店（2018年閉店）
2017年7月に、豊通ファイティングイーグルス名古屋アシスタントコーチに就任。
2019年6月に、豊通ファイティングイーグルス名古屋ヘッドコーチに就任。
2025年5月に、ファイティングイーグルス名古屋ヘッドコーチを辞任して退団。
2025年6月に、神戸ストークスヘッドコーチに就任。